# 6月
6月是公历年中的第六个月，是小月，共有30天。 
在北半球，6月是夏季的第一个月，本月的节气：芒种、夏至；在南半球，6月是冬季的第一个月，
英文中的6月（June）来源于古罗马女神朱诺，朱庇特的妻子，或来自拉丁语詞iuniores（意为"较年轻者"）。

## 6月的節日／節慶

### 日期固定
- 6月1日：国际儿童节、國際牛奶日
- 6月3日：禁煙節
- 6月4日：湯加王國獨立日（國慶節）
- 6月5日：世界环境日
- 6月6日：顯忠日（大韓民國）
- 6月10日：葡萄牙日、賈梅士日暨葡僑日
- 6月12日：俄羅斯日
- 6月14日：世界献血者日
- 6月15日：警察節
- 6月22日：反法西斯鬥爭日（克羅埃西亞）
- 6月28日：烏克蘭憲法日
- 6月30日：世界青年联欢节

### 日期不固定
- 瑞典在6月第三个星期五庆祝夏至。
- 在美国，6月第三個星期日是父親節。
- 在很多国家，每年六月的最后一个星期日，人们为纪念石墙骚动而庆祝同性恋自豪日。

## 其它
- 6月的星座包含雙子座（5/21~6/21）和巨蟹座（6/22~7/22）
- 6月开始于一个星期中独自不同的一天。例如6月1日为周日，当年其他月份的1日都不为周日。5月，8月有相同的属性，但是與翌年2月首週位置一樣，如6月1日為星期日，翌年2月1日也是星期日。

## 参見
- 四季：春季 -- 夏季 -- 秋季 -- 冬季